# Purgimon
Purgimon és una masia situada al municipi de Lladurs, a la comarca catalana del Solsonès.És una masia tradicional amb parets de pedra vista, arcs, dovelles i estreps.
Es troba a l'indret anomenat el Pla Gran; a 500 metres a l'est hi trobem el camp de golf del Club de Golf Ribera Salada, pocs metres més al nord el Molí de l'Ingla, i a uns 770 metres al sud, l'església de Sant Joan de Ginestar.

## POUM
En el POUM del municipi de Lladurs, en menciona els següents elements importants:
- Parets de pedra vista, arcs, dovelles i estreps.
- Accés directe des de carretera local de Querol a Cambrils. Vistes a vessant est.
- Important implantació històrica al municipi.
- Ordena i evita el despoblament del territori.